# Teun Hocks

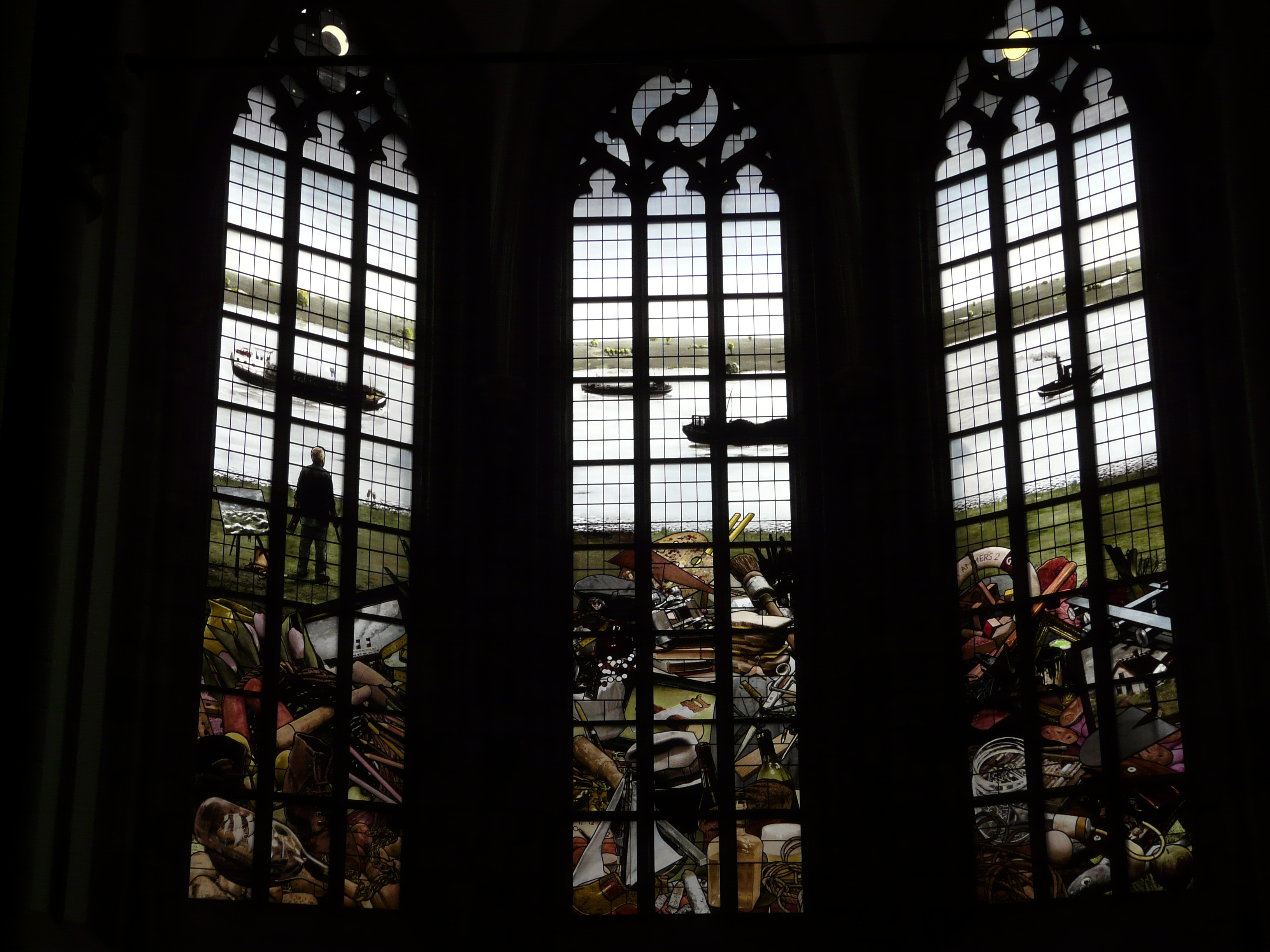
De Gildenramen (2006) in de Grote Kerk in Dordrecht zijn een ontwerp van Teun Hocks

Antonius Christiaan Maria (Teun) Hocks (Leiden, 10 juni 1947 – Rotterdam, 27 februari 2022) was een Nederlands fotograaf. Hocks stond bekend om zijn tragikomische beschilderde foto's, geënsceneerde foto's met hemzelf als een eenzame Buster Keaton-achtige persoon in een mild absurde wereld. Daarnaast maakte hij ook videowerk en tekeningen.

## Achtergrond
Teun kreeg al vroeg met de fotografie te maken. Zijn vader was een amateurfotograaf. Hij maakte opnamen met een platencamera, bouwde zelf een vergrotingsapparaat en werkte met eigen recepten.
Teun volgde van 1966 tot 1970 de opleiding aan de Academie voor Beeldende Kunsten Sint-Joost in Breda. Daarna gaf hij les aan de Design Academy in Eindhoven (1980-2012) en de Gerrit Rietveld Academie in Amsterdam (1991-2000). De eerste jaren na St. Joost experimenteerde hij met fotografie, film en performances. In 1975 begon hij met het inkleuren van zijn foto's, waarin hij  normale dingen tot een vervreemdende scene combineerde. In 1979 had hij zijn eerste tentoonstelling in Galerie Lóa in Amsterdam.  1985 stopte hij met optredens en performances. Hij werd ontdekt door een fotogalerie in Amsterdam met goede contacten met het buitenland. Zij stuurden zijn werk naar biënnales waar het succesvol werd ontvangen.
Hocks schilderde de decors, verzamelde de rekwisieten en was zelf de acteur in de voorstelling. Hij drukte zijn foto’s in zwart-wit op groot formaat af en voorzag ze met olieverf van kleur waardoor hij fotografie en schilderkunst samenbracht. Hij werd geïnspireerd door René Magritte,  Buster Keaton en Charlie Chaplin. Om de toeschouwer niet te sturen gaf hij zijn werk zelden een titel. In 1992 ontving hij de Capi-Lux Alblas Prijs. Hij heeft minstens zestien solotentoonstellingen gehad en zijn werk bevindt zich in zeker zes museale collecties.
Teun Hocks overleed na een lang ziekbed op 74-jarige leeftijd in zijn woonplaats Rotterdam.

## Solotentoonstellingen
- 1991 - PPOW Gallery, New York
- 2001 - Galerie Patricia Dorfmann, Parijs
- 1996 - De Zonnehof, Amersfoort
- 2013 - Buitenplaats Beeckestijn, Velsen-Zuid
- 2014 - AMC, Amsterdam
- 2015 - CODA, Apeldoorn[9]
- 2019 - Stedelijk Museum Breda[10]